# Fontenay, Indre
Fontenay là một xã ở tỉnh Indre khu vực trung bộ Pháp. Xã này có diện tích 12,33 km², dân số thời điểm năm 1999 là 86 người. Khu vực này có độ cao trung bình 135 mét trên mực nước biển.